# Nolan Bushnell
Nolan Bushnell (* 5. února 1943, Clearfield) je americký vynálezce a podnikatel, průkopník videoherního průmyslu, zakladatel firmy Atari. Jako jeden z prvních odhadl, že by počítače mohly sloužit ke hraní her.

## Život
Vystudoval elektrické inženýrství na University of Utah. Absolvoval roku 1968. Poté nastoupil do firmy Ampex, které nabídl zaměření na videohry, ta o ně však neměla zájem. Rozhodl se tedy založit firmu vlastní – vznikla roku 1972 a získala jméno Atari. Jejím prvním výrobkem byla videohra Pong, na jejímž vývoji se Bushnell osobně podílel. Jednoduchá hra, kde dvě destičky odrážejí míček, zaznamenala fenomenální úspěch. Firmu Atari nakonec prodal v roce 1977 korporaci Time Warner za 28 milionů dolarů. Ve firmě zůstal, ale již roku 1978 z ní odešel, když se neshodl s novým majitelem na strategii dalšího vývoje.
Za utržené peníze z prodeje Atari založil novou firmu Chuck E. Cheese's Pizza Time Theatre, která provozovala restaurace pro děti, kde se prodávala pizza a hrály videohry. Celkem za život založil dvacítku firem. Tou poslední je BrainRush. Bushnell věří, že revolučním způsobem změní systém vzdělávání.
Bushnell pojmenoval základní obchodní pravidlo úspěšné video/počítačové hry, kterému se někdy říká Bushnellův zákon: „hru musí být lehké se naučit hrát a těžké dokonale ovládnout“.
Nějaký čas byl členem mormonské církve, ale odešel z ní.